# Cambridgea reinga
Cambridgea reinga là một loài nhện trong họ Stiphidiidae.
Loài này thuộc chi Cambridgea. Cambridgea reinga được Raymond Robert Forster & Cecil Louis Wilton miêu tả năm 1973.